# HMAS Nestor (G02)
L'HMAS Nestor fu un cacciatorpediniere australiano della classe N, impostato nel 1939 ed entrato in servizio nel 1941 in Gran Bretagna per conto della Royal Australian Navy. Fu affondato nel Mediterraneo durante la battaglia di mezzo giugno.

## Servizio

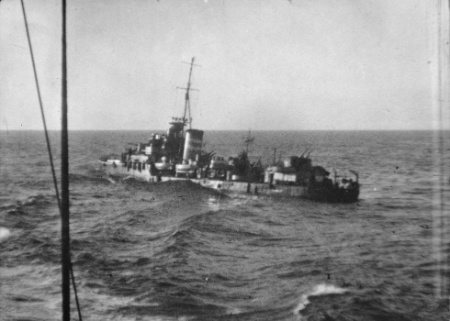
L'HMAS Nestor affonda durante la Battaglia di mezzo giugno

La nave fu impiegata dapprima in Atlantico con compiti di scorta ai convogli. Nel luglio 1941 entrò in Mediterraneo come parte della scorta durante l'operazione Substance.  Successivamente partecipò alla caccia alla Bismarck. Nel 1942 fu di scorta alla portaerei HMS Indomitable.

## Affondamento
Il Nestor fu l'ultima perdita britannica della battaglia di mezzo giugno: la nave faceva parte della squadra dell'ammiraglio Philip Vian uscita da Alessandria per scortare i mercantili diretti a Malta; verso le 17:30 del 15 giugno 1942 quattro S.M. 79 italiani attaccarono il cacciatorpediniere australiano, colpendolo con una serie di bombe che causarono l'allagamento di una sala motori, causando gravi danni ed obbligando il caccia HMS Javelin a prenderlo a rimorchio. Ancora trainato dal Javelin e scortato da altri due cacciatorpediniere, era rimasto molto attardato rispetto al convoglio mentre cercava in tutti i modi di rientrare ad Alessandria, molto appruato a causa della gran quantità di acqua imbarcata; con l'approssimarsi dell'alba, e molte miglia ancora da percorrere sotto la minaccia di attacchi dall'aria, l'equipaggio fu evacuato ed alle 7:50 il cacciatorpediniere fu affondato con le cariche di profondità dal Javelin 115 miglia a nord-est di Tobruk.